# 森玉美雄
森玉 美雄（もりたま よしお、1910年4月19日 - 1943年4月8日）は、日本の小説家、詩人。兵庫県加古郡天満村（現・稲美町）出身。織田作之助が編集長格の雑誌「大阪文学」で見出された小説家。
短編小説『おふくの家出』（雑誌「大阪文学」2巻4号に発表）が第15回芥川賞推薦候補になる。活躍し始めてすぐの昭和18年4月8日に、結核のため32歳で死去。

## 生い立ち
1910年（明治43年）4月19日、大百姓の森玉柳祐の次男として生れる。母はえい。本名は作男。1911年（明治44年）に長女豊江、1916年（大正5年）に三女善枝が生れる。天満村立天満尋常小学校（現・稲美町立天満小学校）から兵庫県立小野中学校（現・兵庫県立小野高等学校）を経て、神戸高等商船学校（現・神戸大学海洋政策科学部）機関科に入学。２年生の1930年（昭和5年）5月に、練習船で作業中に喀血し芦屋病院に入院し、休学する。この時に友人との文通で詩を書く。同年、妹豊江が兵庫県立姫路高等女学校（現・兵庫県立姫路東高等学校）に入学し、後の織田作之助夫人の宮田一枝と同級生になる。1931年（昭和6年）、高等商船に復学するが、翌年に病気が再発し、高等商船を退学する。

## 詩人として
1933年（昭和8年）24歳で同人誌「神戸詩人」の同人になる。詩の発表には森玉佐久男の名を使う。「詩学」同人の山下春彦と交友が始まる。同年から大阪鉄道局神戸倉庫庶務課に勤務し、職場で大衆作家の武川哲郎を知る。翌年、武川哲郎の紹介で多木伸を知り、共に「日本詩壇」に加盟する。1935年（昭和10年）2月に「神戸詩人」が終刊し、「詩学」の同人になるが、再度喀血して鉄道局を退職する。翌年の「日本詩壇」主催の文芸講演会に出席し、同席の詩人が萩原朔太郎に愚聞を発したため、これを大喝した。

## 小説家として
1937年（昭和12年）28歳の時、小説を書くことを本気で考え始め、喀血で絶対安静中に「鉛筆と紙で身を立て、森玉の歴史はこの手で作る」と妹善枝に語った。神戸倉庫での生活を素材に小説「ロボットの群」を構想する。これが後に『人形』となる。
1938年（昭和13年）、姓名判断で晟史と改名する。小説「八月大名」の構想を練り、旱ばつ農村の実態を描こうとするが、詩作からの脱皮に苦しみ、何度も書き直す。同年夏に、朝日新聞五十周年記念一万円懸賞小説に応募しようと構想を練るが、9月に喀血して中断し、腹膜炎と肋膜炎を併発して医師からも見放される。しかし、この機会に他事には一切とらわれず、芥川賞だけを目標にして純文学に徹することを肝に銘じて、再び「八月大名」に取りかかった。この年、川端康成、藤澤桓夫、林芙美子に手紙を書く。
1939年（昭和14年）、三十代という年齢の壁に向かって、過去の生き方を自己批判し、病気にねじ伏せられそうになった肉体の上にあぐらをかいて、精神力でこれからの文学生活を乗り切る姿勢を定めた。翌年、同人誌「海風」で織田作之助の『夫婦善哉』を読み、異色作家として注目し、作品ができれば織田作之助に送ると妹善枝に告げる。この頃、妹善枝が通う洋裁学校の友人喜美恵が訪ねて来るようになり、まるで花束が静かに舞い込んだ感じの娘だと魅かれる。小説『人形』はこの頃に書いたと推定される。
1941年（昭和16年）、「八月大名」の一部を構成して、播州平野の一閑村の‟飛んだや”と呼ばれる4軒農家の争いごとの最中に、ある娘‟おふく”の姿が見えなくなるという短編小説『おふくの家出』を書き上げ、筆名は喜美恵の一字を取って「美雄」とした。これを11月に織田作之助に送り、作之助から「お作はざっと眼を通しました云々」の返信が来た。翌年に、村の土地家屋周旋業を営む悪徳人とその商売の邪魔をする幽霊を描いた『地狂言』を執筆した。
1942年（昭和17年）3月中旬に、作之助が編集長格で創刊されていた「大阪文学」の3月に『おふくの家出』を掲載したとの作之助からの葉書が届く。続いて8月号に『地狂言』が掲載される。さらに、作之助より『おふくの家出』が芥川賞候補に選ばれたとの知らせを受け、病床から躍り上がって喜び、「芥川賞もろたら喜美恵さんと結婚しようか」と妹善枝にもらした。しかし、これは芥川賞の最終選考には残らなかった。10月頃に『晩秋』をあらまし書き上げ、喜美恵がこれを清書した。12月中旬、『人形の家』執筆中に大喀血する。
1943年（昭和18年）正月、妹善枝の代筆で作之助に「捲土重来を期す」との手紙を書く。3月末に喀血して死期の近付いたのを知り、妹善枝に作之助への最後の礼を言い伝え、遺稿集の出版を依頼するように頼んだ。4月5日頃、喜美恵が徹夜の看病から帰った後、昏睡状態から目覚めると、喜美恵に自分の存在が影を落とさないよう努力してほしいと妹たち頼んだ。7日深夜、かすかに聞きとれる程度に「いのちの限りわれ逢わんとす」と喜美恵への最後の言葉が絶句になった。8日午前零時過ぎに永眠。行年34歳。奇しくも後に、織田作之助も1947年（昭和22年）1月10日に34歳で喀血死した。

## 死去後
1943年（昭和18年）5月、善枝が大阪府南河内郡野田村丈六の織田作之助の自宅を訪問した。作之助は「大阪文学」に『晩秋』、『人形の家』未完を遺稿として掲載した。作之助は遺稿集の出版にも努力したが、世情悪く中断した。
1976年（昭和51年）妹善枝の手によって『人形ー森玉美雄遺稿集ー』（年譜付き）が関西書院から出版された。関西書院はその後、1983年（昭和58年）、文学賞「織田作之助賞」の主宰・運営のために設立された「大阪文学振興会」の事務局を担当する。
2018年（平成30年）2月、「さかい利晶の杜」で開催された企画展「堺のオダサクー夫婦善哉が生れたまち・堺ー」において、堺市博物館が所蔵していた、織田作之助が森玉美雄に宛てた葉書などが展示された。森玉美雄についてその一端が紹介されるのは、文学関係の展示では初めてである。

## 著作
- 「おふくの家出」雑誌「大阪文学」2巻4号 輝文館、1942
- 「地狂言」雑誌「大阪文学」2巻8号 輝文館、1942
- 「晩秋」雑誌「大阪文学」3巻7号 輝文館、1943
- 「人形の家」未完　雑誌「大阪文学」3巻8号 輝文館、1943
- 『人形ー森玉美雄遺稿集ー』関西書院、1976